# Gare de Wandsworth Town
La gare de Wandsworth Town (en anglais : Wandsworth Town railway station, est une gare ferroviaire de la Ligne Waterloo-Reading (en), en zones 2 Travelcard. Elle  est située sur la York Road  à Wandsworth dans le borough londonien de Wandsworth sur le territoire du Grand Londres.
C'est une gare Network Rail desservie par des trains de la South Western Railway.

## Situation ferroviaire
Wandsworth Town est établie au 3,74 PM de la Ligne Waterloo-Reading (en), elle est située entre les gares : de Putney, en direction du terminus gare de Reading, et de Clapham Junction, en direction du terminus gare de Londres-Waterloo.